# Ockfener Bockstein
Der Ockfener Bockstein ist eine Weinlage der Ortsgemeinde Ockfen im Anbaugebiet  Mosel, Bereich Saar.

## Weinlage
Die 53 Hektar große Weinlage liegt am Ockfener Bach, einem Nebenfluss der Saar, direkt oberhalb von Ockfen in südsüdwestlicher Ausrichtung. Der Boden besteht aus Schiefer. Die Lage ist fast ausschließlich mit Riesling bepflanzt. Der Ockfener Bockstein ist eine Grosse Lage des VDP und für Große Gewächse des Bernkasteler Rings zugelassen.

## Anteilseigner
Folgende Weingüter haben Besitz im Ockfener Bockstein
- Weingut Bocksteinhof - Johannes Fischer -
- von Othegraven
- Weingut Reichsgraf von Kesselstatt
- Heinz Wagner
- Forstmeister Geltz-Zilliken
- Weinhof Herrenberg
- Weingut & Brennerei Johann Peter Mertes
- Klostermühle Otto Minn
- Weingut van Volxem
- Hofgut Falkenstein
- Weingut Nik Weis - St. Urbans-Hof